# Spilosoma fuscovenata
Spilosoma fuscovenata är en fjärilsart som beskrevs av Max Bartel 1903. Spilosoma fuscovenata ingår i släktet Spilosoma och familjen björnspinnare. Inga underarter finns listade i Catalogue of Life.